# 銀冕
銀冕（galactic corona）是21世紀初期才有的新名詞，用來描述在銀河系的銀暈內高熱、游離的氣體成分。在其它螺旋星系的星系暈中，相似的高熱且稀薄的氣體也可以用這個名詞來描述。
這些冕中的氣體可能來自星系噴泉，在那些超級氣泡中被游離的氣體來自超新星殘骸經由垂直的星系煙囪擴展開來進入星系暈中。當這些氣體冷卻，它們會因為引力的作用進入星系盤內。

## 外部連結
- THE GALACTIC CORONA （页面存档备份，存于）,  Jerry Bonnell, 1995
- Absorption Line Studies in the Halo （页面存档备份，存于）, Philipp Richter, 2003
- Multi-phase High-Velocity Clouds toward HE 0226-4110 and PG 0953+414 （页面存档备份，存于）, Andrew J. Fox et al., 2005
- Galactic Corona or Local Group Intergalactic Medium? （页面存档备份，存于）, Rik J. Williams, Smita Mathur, & Fabrizio Nicastro, 2005
- NGC 5746: Detection of Hot Halo Gets Theory Out of Hot Water（页面存档备份，存于）